# Tapper-klass
Tapper-klass (Bevakningsbåt typ 80) var en fartygsklass av bevakningsbåtar som nyttjades i svenska marinen åren 1993-2018. Tapper-klassen var en utveckling av en bevakningsbåt, som redan i början av 1980-talet tillverkades för Kustbevakningens räkning. Tolv båtar producerades och placerades inledningsvis vid de kustartilleriregementen som fanns vid tiden. Efter försvarsbeslutet 2004 kom fem fartyg att ingå i 17.Bevakningsbåtkompaniet i Göteborg, tillhörande Amf 1, och övriga disponerades av Marinens sjöinformationsbataljon. Dessa följde med till Amf 4 i samband med återinförandet av Älvsborgs amfibieregemente år 2021. 
Första fartyget HMS Tapper (81) levererades i februari 1993 och det sista fartyget, HMS Orädd (92), levererades i januari 1999. Samtliga fartyg i serien är byggda på Djupviks varv på Tjörn. HMS Tapper utrangerades 2011 från Försvarsmakten och såldes till en köpare i Oskarshamn där hon numera står på Liljeholmskajen.
2013 fattade Försvarsmakten beslut om att livstidsförlänga de fem bevakningsbåtar som var placerade vid 17.Bevakningsbåtkompaniet. Uppdraget att bygga om fartygen gick till Djupviks varv på Tjörn och 2015 påbörjade arbetet. Dessa kom senare att benämnas Bevakningsbåt typ 88
Vid en kortare ceremoni i Karlskrona örlogshamn den 26 augusti 2014 togs bevakningsbåtarna HMS Dristig (83) och HMS Modig (86) ur tjänst. Efter detta finns inga bevakningsbåtar kvar i aktiv tjänst vid 3. Sjöstridsflottiljen i Karlskrona. Bevakningsbåtarna har i huvudsak nyttjats för sjöövervakning – en uppgift som nu övergår till andra fartyg på flottiljen.
I mars 2015 meddelade svenska regeringen att man planerade återinföra bevakningsbåt av Tapper-klass. Detta efter nya satsningar inom ubåtsjaktsförmågan som ansågs för svag efter ubåtsincidenten i Stockholms skärgård under hösten 2014.

## Ombyggnation till Bevakningsbåt typ 88
Under 2015 påbörjades ombyggnationen av de fem bevakningsbåtar som tillhör Älvsborgs amfibieregemente. Som första fartyg lämnades HMS Rapp in och därefter i tur och ordning HMS Stolt, HMS Orädd, HMS Munter, HMS Ärlig. Hösten 2020 levererades det sista ombyggda fartyget tillbaks till försvarsmakten. 
Den nya fartygskonfigurationen benämns Bevakningsbåt typ 88.

## Halvtidsmodifiering
I samband med att beslut togs 2015 att återinföra och halvtidsmodifiera fartygsklassen, beslutades att bygga om sex bevakningsbåtar till en ny fartygsklass, spaningsbåt. Anledningen var Försvarsmaktens behov till att återta förmågan att använda passiv sonar för underrättelseinhämtning i skärgårds-/ och kustnära områden. De sex fartygen kommer att vara ombyggda och vara fullt operativa under 2020 och tilldelas 3. och 4. Sjöstridsflottiljen. Dessa sex fartyg bildar en ny fartygsklass, Spaningsbåt typ 82, eller Djärv-klass.